# فيصل بن وطبان الدويش
فيصل بن وطبان بن محمد الدويش الملقب بالأكوخ شيخ قبيلة مطير تولى المشيخة من عام 1810م/1205هـ 
قاد قواته في مناخ الرضيمة سنة 1438هـ ضد إمارة آل حميد والقبائل المتحالفة ، وسع الأمير فيصل رقعة مضارب قبيلته حتى شملت من غربي مهد الذهب (حرَّة بني عبد الله) إلى حدود دولة الكويت من الجهة الغربية في الشرق.

## سبب الإنضمام لقوات إبراهيم باشا
انضم مع قوات الدولة العثمانية في الاستيلاء على مدن القصيم والعارض وحصار الدرعية عاصمة الدولة السعودية وكان سبب انضمامه نتيجة لقتل 12 رجلا من شيوخ مطير واقرباءه من قبل عبد الله بن سعود، ويذكر أن فيصل الدويش جاء إلى ابراهيم باشا وعرض خدماته مقابل تعيينه أميراً للدرعية فيما بعد.، لكن ذلك لم يتحقق له لأن ابراهيم باشا طلب منه دفع الزكاة التي كان مدين للسعوديين بها، فرفض فيصل ذلك وانتقل إلى أم الجماجم
وفي عام 1823 تحالف مع العجمان ضد دولة بني خالد بالأحساء وتقاتل معهم في حرب الرضيمة عام 1237 هــ وانتصر واستوطن الصمان من ذلك التاريخ .

## وفاته
توفي فيصل عام 1248 هـ في أرض تسمى (دكيكه) شرق الدهناء وغرب العوشزيات في الصمان، ولا تزال تحمل اسم فيصل، وكانت فترة زعامته مشحونة بالتوترات والحروب القَبَليَّة. وتولى زعامة القبيلة من بعده ابنه محمد.